# Baidi
Baidicheng
Baidi (白帝城 ; pinyin : Báidì Chéng), qui signifie l'Empereur Blanc, est une petite localité située à l'entrée de la Gorge de Qutang sur la rive nord du Yangzi (Chang Jiang), dans le district de Fengjie de la municipalité de Chongqing (partie de l'ancien district de Wanxian de la province du Sichuan) en Chine. La ville, qui est en fait davantage un regroupement de temples et de portails, est l'hôte de plusieurs sites historiques et événements se rapportant à la période des Trois Royaumes. C'est dans cette ville que Liu Bei se réfugia à la suite de sa grande défaite à la Bataille de Yiling. Il y mourut peu de temps après, en l'an 223.
On y compte aujourd'hui plusieurs poèmes, inscriptions et reliques culturelles des dynasties Sui, Yuan, Ming et Qing d'une grande valeur historique.

## Histoire
Baidi fut à l'origine de la fondation de l'ancien Royaume de Ba il y a de cela plus de 2000 ans. Durant les dynasties Qin et Han, l'endroit porta le nom du district de Yufu.
Vers la fin des Han occidentaux Gongsun Shu se fit Roi de l'État de Shu et déplaça sa capitale de Chengdu à Yufu. Comme le raconte la légende, lorsque Gongsun Shu construisit la ville vers 25 av. J.-C., il y trouva un puits d'où s'échappa de la vapeur blanche ; il associa cette vapeur à l'envolée d'un dragon blanc et se renomma l' Empereur Blanc, puis rebaptisa la ville Baidicheng (ville de l'Empereur Blanc).
À cause de sa grande beauté, plusieurs poètes des dynasties Tang et Song visitèrent l'endroit et y laissèrent de nombreux poèmes. C'est pourquoi la ville est également surnommée la ville poétique.